# Septembrie 1985
Acest articol este generat integral pe baza informațiilor din articolul 1985 și este actualizat periodic de un robot.
 Editările făcute în articol vor fi șterse la următoarea actualizare! Dacă doriți să faceți modificări, editați articolul-sursă.

ianuarie -
februarie -
martie -
aprilie -
mai -
iunie -
iulie -
august -
septembrie -
octombrie -
noiembrie -
decembrie
Septembrie 1985 a fost a noua lună a anului și a început într-o zi de duminică.

## Evenimente
- 19 septembrie: Un cutremur cu magnitudinea de 8,1 grade pe scara Richter lovește orașul Mexico. Peste 9.000 de oameni au decedat, 30.000 au fost răniți și 95.000 au rămas fără locuință.

## Nașteri
- 2 septembrie: Adam Nemec, fotbalist slovac (atacant)
- 2 septembrie: Robert Veselovsky, fotbalist slovac
- 3 septembrie: Scott Carson (Scott Paul Carson), fotbalist englez
- 4 septembrie: Raúl Albiol (Raúl Albiol Tortajada), fotbalist spaniol
- 6 septembrie: Koki Mizuno, fotbalist japonez
- 6 septembrie: Małgorzata Rejmer, scriitoare poloneză
- 7 septembrie: Rafinha (Márcio Rafael Ferreira de Souza), fotbalist brazilian
- 7 septembrie: Aliona Lanskaia, cântăreață bielorusă
- 8 septembrie: Tomasz Jodłowiec, fotbalist polonez
- 9 septembrie: Luka Modrici, fotbalist croat
- 10 septembrie: Andrei Ciumac, jucător de tenis din R. Moldova
- 10 septembrie: Laurent Koscielny, fotbalist francez
- 12 septembrie: Hiroki Mizumoto, fotbalist japonez
- 14 septembrie: Paolo Gregoletto (Paolo Francesco Gregoletto), muzician american (Trivium)
- 15 septembrie: Denis Calincov, fotbalist din R. Moldova
- 15 septembrie: Mihai Dina, fotbalist român
- 15 septembrie: Anca Rombescu, handbalistă română
- 16 septembrie: Dayro Moreno (Dayro Mauricio Moreno Galindo), fotbalist columbian (atacant)
- 16 septembrie: Nicolae-Miroslav Petrețchi, politician român
- 16 septembrie: Fábio Santos, fotbalist brazilian
- 16 septembrie: Madeline Zima, actriță americană
- 17 septembrie: Tomáš Berdych, jucător ceh de tenis
- 17 septembrie: Tomáš Hubočan, fotbalist slovac
- 17 septembrie: Aleksandr Ovecikin, jucător rus de hochei pe gheață
- 17 septembrie: Tupoutoʻa ʻUlukalala, prinț moștenitor al Regatului Tonga
- 19 septembrie: Song Joong-ki, actor sud-coreean
- 21 septembrie: Carolina Bang, actriță spaniolă
- 22 septembrie: Vladimir Branković, fotbalist sârb
- 22 septembrie: Fabian Kauter, scrimer elvețian
- 24 septembrie: Mihai Burciu, jurnalist român
- 24 septembrie: Eleanor Catton, scriitoare neozeelandeză
- 24 septembrie: Jonathan Soriano (Jonathan Soriano Casas), fotbalist spaniol
- 25 septembrie: Mihai-Alexandru Badea, politician român
- 26 septembrie: Mirela Nichita, handbalistă română
- 26 septembrie: Marcin Mroziński, cântăreț polonez
- 26 septembrie: Talulah Riley (Talulah Jane Riley-Milkburn), actriță britanică
- 26 septembrie: Dana Rogoz, actriță română de film și TV
- 27 septembrie: Ibrahim Touré (Ibrahim Oyala Touré), fotbalist ivorian (atacant), (d. 2014)
- 30 septembrie: Cristian Rodríguez (Cristian Gabriel Rodríguez Barotti), fotbalist uruguayan

## Decese
- 5 septembrie: Tibor Csorba, 79 ani, artist maghiar (n. 1906)
- 6 septembrie: Heydar Ghiai, 62 ani, arhitect iranian (n. 1922)
- 7 septembrie: George Pólya, 97 ani, matematician maghiar (n. 1887)
- 9 septembrie: Árpád Árvay, 83 ani, jurnalist român (n. 1902)
- 9 septembrie: Manole Bodnăraș, 76 ani, comunist român (n. 1909)
- 10 septembrie: Ernst Öpik, 91 ani, astronom și astrofizician estonian (n. 1893)
- 20 septembrie: Taizo Kawamoto, 71 ani, fotbalist japonez (n. 1914)
- 20 septembrie: Ernest Nagel, 83 ani, filosof american (n. 1901)
- 26 septembrie: Yona Wallach, 41 ani, poetă israeliană (n. 1944)
- 30 septembrie: Simone Signoret (n. Simone Kaminker), 64 ani, actriță franceză (n. 1921)